# Малабарский кольчатый попугай
Малабарский кольчатый попугай (лат. Psittacula columboides) — птица отряда попугаеобразных.

## Внешний вид
Длина тела 36 см, хвоста 24 см Окраска верхней и нижней части тела, шеи и головы аспидно-серая. Низ спины голубовато-зелёный. На шее имеется широкое «ожерелье» чёрного и сине-зелёного цветов. Брюшко, подхвостье, участки вокруг глаз имеют желтовато-зелёную окраску. Клюв двухцветный, надклювье красное, а подклювье черноватого цвета. Самки отличаются от самцов окраской крыльев и надхвостья. Крылья у них голубовато-зелёные, надхвостье голубоватого оттенка.

## Распространение
Обитает в Юго-Западной Индии.